# Жан д'Естре (дипломат)
Жан д'Естре (фр. Jean d'Estrées; 1666, Париж — 3 березня 1718, Париж) — французький аристократ, священик, дипломат. Доктор богослов'я (1698). Єпископ Ланський (1681—1694). Архієпископ Камбре (1716—1718). Член Французької академії (крісло № 1 з 1711 до 1718).

## Біографія
Син флотоводця, адмірала графа Жана д'Естре, племінника фаворитки короля Генріха IV — Габріель д'Естре. Онук маршала та пера Франції, єпископа Нуайона Франсуа-Аннібаля д'Естре (1573—1670). Брат маршала та пера Франції Віктора Марі д'Естре.
У 1692 році був відправлений послом до Лісабона для ведення переговорів з королем Португалії Педру II Спокійним про нейтралітет у війні за Пфальцьку спадщину. Після успішного виконання дипломатичної місії, повернувся до Парижа та став доктором богослов'я (1698).
У 1703 був із ще однією відповідальною місією спрямований до двору короля Філіпа V в Мадрид. Згодом був призначений посланцем.
Освічений бібліофіл, багата колекція якого після його смерті поповнила абатство Сен-Жермен-де-Пре.